# São João do Oriente
São João do Oriente là một đô thị thuộc bang Minas Gerais, Brasil. Đô thị này có diện tích 120,237 km², dân số năm 2007 là 7988 người, mật độ 66,57 người/km².